# DK Девы
DK Девы (лат. DK Virginis), HD 115308 — одиночная переменная звезда в созвездии Девы на расстоянии) приблизительно 412 световых лет (около 126 парсек) от Солнца. Визуальная звёздная величина звезды — от +6,72m до +6,67m. Возраст звезды определён как около 934 млн лет.
Открыта И. Дж. Данцигером и Р. Дж. Дикенсом в 1967 году***.

## Характеристики
DK Девы — жёлто-белая пульсирующая переменная звезда типа Дельты Щита (DSCTC) спектрального класса F0IV, или F0IV-V, или F0, или F1IV, или F2V. Масса — около 2,059 солнечной, радиус — около 3,517 солнечного, светимость — около 26,759 солнечной. Эффективная температура — около 6989 K.

## Планетная система
В 2019 году учёными, анализирующими данные проектов Hipparcos и Gaia, у звезды обнаружена планета HIP 64769 b.